# Агацци, Эвандро
Эва́ндро Ага́цци (итал. Evandro Agazzi; род. 23 октября 1934, Бергамо) — итальянский философ и профессор Университета Генуи. Сфера его интересов включает в себя этику науки и техники, логику, метафизику, философию языка, философию науки, философскую антропологию и теорию систем.

## Образование
Закончил Миланский университет по специальности физика и Католический университет Святого Сердца, где получил степень доктора философии по специальности философия в 1957 году. Также опубликовал свою дипломную работу в Оксфорде и в Университетах Марбурга и Мюнстера.

## Преподавание
Агацци преподавал математику в Генуе, философию науки и математическую логику в Католическом Университете Милана. Получил звание профессора по специальности философия науки в Генуе в 1970 году. Стал ведущим специалистом по философской антропологии, философии природы и философии науки в Университете Фрибура в 1979 году. Работал приглашенным профессором в Университете Генриха Гейне в Дюссельдорфе, в Берлинском Университете, в Питтсбургском университете, в Стэнфордском Университете, в Университете Женевы и в других учебных заведениях.

## Организации
Президент Международной Академии философии науки, почётный президент Международной Федерации Философских Сообществ и Международного Института Философии. Был президентом Итальянского Общества Логики и Философии Науки, Итальянского Философского Общества и Швейцарского Общества Логики и Философии Науки. Также был казначеем Международного совета по Философии и Гуманитарным Наукам ЮНЕСКО. Также был членом Итальянского Национального Комитета по Биоэтике.

## Публикации

### Редактор

#### Журналы
Aгацци является редактором журнала «Эпистемология», Итальянского журнала о философии науки, и «Nuova Secondaria», Итальянского журнала для преподавателей ВУЗов. Также является редактором-консультантом многих международных журналов, включая «Erkenntnis», «Revue Internationale de Philosophie», «Zeitschrift für allgemeine Wissenschaftstheorie», «Medicina e Morale», «Modern Logic», «Kos» и «Sandhan».

### Автор

#### Статьи
Автор более семисот публикаций в научных журналах и эссе в сборниках. Также автор девятнадцати книг, включая Philosophie, Science, Métaphysique (Философия, Наука, Метафизика) и Right, Wrong and Science: The Ethical Dimensions of the Techno-Scientific Enterprise.

#### Книги
- Philosophy of Mathematics Today (совместно с György Darvas, 1997)/ Философия Математики Сегодня
- Realism and Quantum Physics (1998)/ Реализм и Квантовая Физика
- Advances in the Philosophy of Technology (совместно с Hans Lenk, 1999)/ Достижения в области философии техники
- The Reality of the Unobservable (совместно с Massimo Pauri, 2000)/ Реальность ненаблюдаемого
- Life-Interpretation and the Sense of Illness within the Human Condition: Medicine and Philosophy in a Dialogue (совместно с совместно сAnna-Teresa Tymieniecka, 2001)/ Интерпретация жизни и ощущение болезни в состоянии человека: медицина и философия в диалоге
- The Problem of the Unity of Science (совместно с Jan Faye, 2001)/ Проблема единства науки
- Complexity and Emergence (совместно с Luisa Montecucco , 2002)/
- Valori e limiti del senso comune (2004)/

### Публикации на русском
- Агацци Э. Человек как предмет философии // Вопросы философии. — 1989. — № 2. — С. 24–35.
- Агацци Э. Ответственность – подлинное основание для управления свободной наукой // Вопросы философии. — 1992. — № 1. — С. 30–40.
- Агацци Э. Моральное измерение науки и техники. — М.: Моск. филос. фонд, 1998. — 343 с. ISBN 5-85133-056-2
- Агацци Э. Переосмысление философии науки сегодня  // Вопросы философии. — 2009. — № 1. — С. 40–52.
- Агацци Э. Почему у науки есть и этические измерения? // Вопросы философии. — 2009. — № 9. — С. 93–104.
- Агацци Э. Эпистемология и социальное: петля обратной связи // Вопросы философии. — 2010. — № 7. — С. 58–66.
- Агацци Э. Идея общества, основанного на знаниях // Вопросы философии. — 2012. — № 10. — С. 3–19.
- Агацци Э. Методологический поворот в философии // Вопросы философии. — 2014. — № 9. — С. 60–65.
- Агацци Э. Научная объективность и её контексты / Э. Агации, пер. с англ. Д. Г. Лахути, под ред. В. А. Лекторского. — М.:  "Прогресс-Традиция", 2017. — 688. — ISBN 978-5-89826-481-9.

## Награды
- Centro di Studi Filosofici di Gallarate в 1962 за книгу Introduzione ai problemi dell’assiomatica
- Cortina-Ulisse в 1983
- Prince of Liechtenstein Prize в 1983 за книгу Il bene, il male e la scienza
- International Prize for Philosophy Salento в 2004 за свою деятельность
- Премия Фельтринелли (2015)